# 런던 대화재 기념비

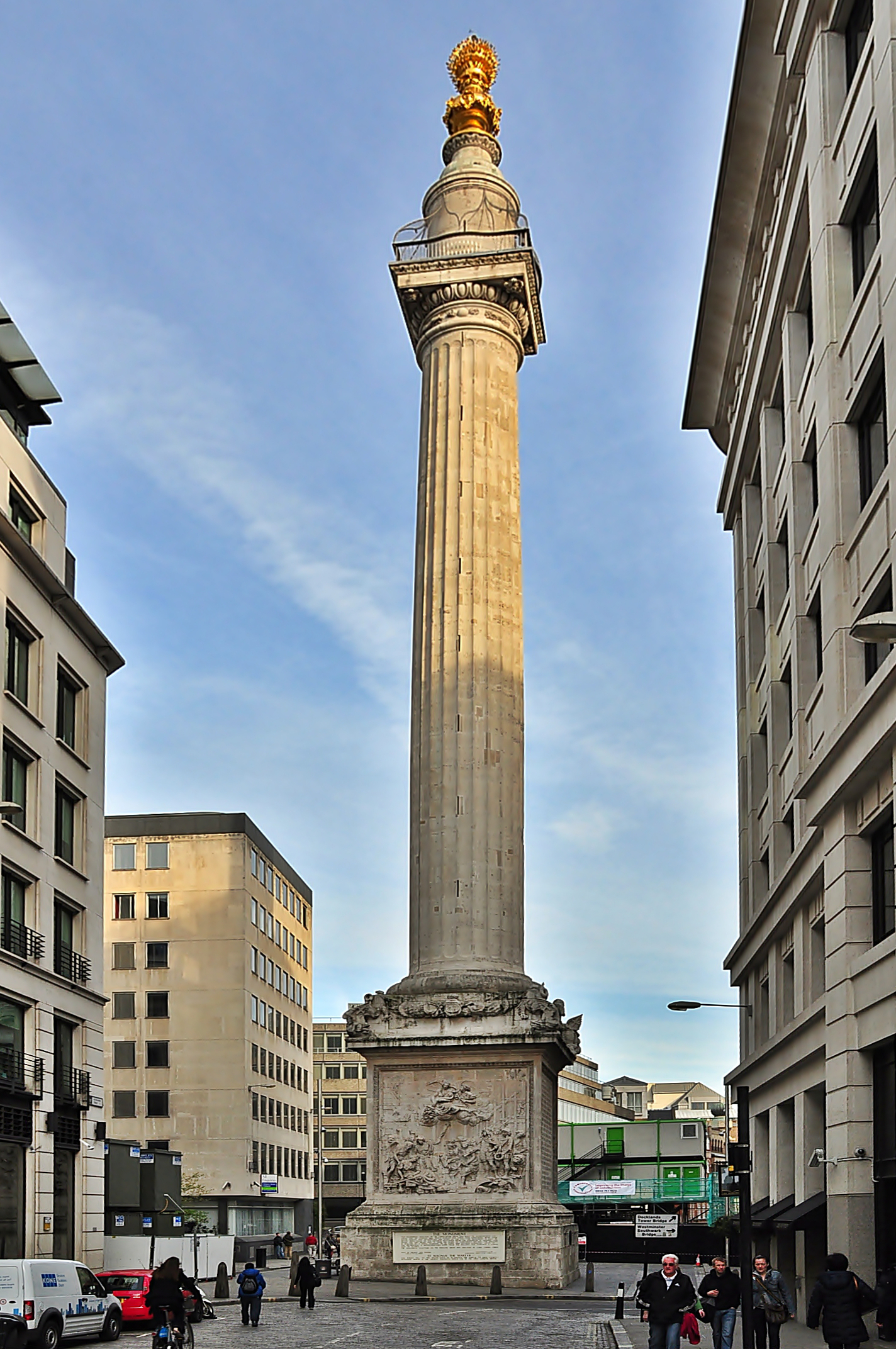
런던 대화재 기념비

런던 대화재 기념비(영어: Monument to the Great Fire of London) 또는 더 모뉴먼트(the Monument)는 잉글랜드 런던에 있는 도리스 양식의 기둥으로, 런던교 북쪽 끝 근처에 있다. 1671년과 1677년 사이에 건설되었으며, 런던 대화재를 기념한다. 높이는 202 피트 (61.6 m)다. 대화재로 파괴된 첫 번째 교회인 뉴피시 스트리트의 세인트 마가렛 자리에 지어졌다.